# Neuf Pièces faciles pour piano
Les Neuf Pièces faciles pour piano, op. 148, sont un cycle d'œuvres de la compositrice Mel Bonis, datant de 1936.

## Composition
Mel Bonis compose ses Neuf Pièces faciles pour piano avant 1936. L'œuvre, dédiée à ses petites-filles Huguette et Yvette Domange a été publiée en 1936 aux éditions Eschig.

## Structure
L'œuvre se compose de neuf mouvements :
1. La Cigale
2. Tendres propos
3. Ronde en sabot
4. Vers la chapelle
5. Élégie
6. Poupées dansantes
7. Prière à l'Ange gardien
8. Canon à deux voix
9. Vieille chanson

## Analyse
Les œuvres sont courtes et de difficulté croissante, pour toujours apprendre quelque chose de nouveau à chaque morceau.

## Sources
- Étienne Jardin, Mel Bonis (1858-1937) : parcours d'une compositrice de la Belle Époque, 2020 (ISBN 978-2-330-13313-9 et 2-330-13313-8, OCLC 1153996478, lire en ligne)